# Prana Film
 (octobre 2012).
Ne doit pas être confondu avec Prana Studios.

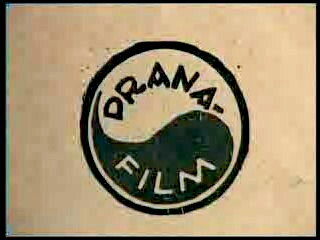
Logo du studio Prana Film

Prana Film GmbH est un studio de cinéma allemand fondé en 1921 à Berlin et qui n'a produit que le seul Nosferatu le vampire réalisé par Murnau, un des plus grands chefs-d’œuvre du cinéma expressionniste allemand.

## La création du studio
Le studio Prana Film a été fondé par deux occultistes, Enrico Dieckmann et Albin Grau, dans le but de produire des films occultes ou sur le surnaturel. Le premier film produit par le studio, Nosferatu le vampire de Friedrich Wilhelm Murnau sorti en 1922, fut aussi son dernier.
Le nom de la société provient du concept hindouiste du prāṇa. Selon la tradition indienne, l'Homme est tissé par cinq souffles qui gouvernent ses principales fonctions vitales, le primordial étant le prāṇa qui est le régulateur de sa respiration, tant matérielle que subtile, soit l'énergie vitale universelle.

## La fin du studio
Le studio Prana Film ayant produit Nosferatu le vampire sans en avoir acquis les droits, Florence Balcombe, veuve de Bram Stoker l'auteur du roman Dracula paru en 1897 dont le scénario de ce film s'inspire, par l'entremise des avocats de la British Incorporated Society of Authors (Société des auteurs britanniques), traduisit Prana Film en justice pour motif de contrefaçon en matière de droit d'auteur en demandant une compensation financière ainsi que la destruction de toutes les copies du film. Financièrement exsangue par cette action, le studio Prana Film abandonna les nombreux projets en cours et se déclara en faillite en 1923. Avec d'autres occultistes, Albin Grau fonda la même année une autre société productrice de film, la Pan. En juillet 1925, le jugement rendu fut favorable aux poursuites intentées par Florence Balcombe.